# Bosrucký dálniční tunel
Bosrucký tunel (německy Bosruck Autobahntunnel) je dálniční tunel na rakouské dálnici A9 (Pyhrn Autobahn) pod masivem Bosruck v Ennstalských Alpách na hranicích spolkových zemí Horní Rakousy a Štýrsko. Se svojí délkou 5,5 kilometru je 10. nejdelším rakouským tunelem. Mýtné za průjezd tunelem činí 7 €.

## Historie
Východní tubus tunelu byl otevřen pro dopravu 21. října 1983. Západní tubus se začal stavět v roce 2009 a byl dokončen a otevřen pro dopravu v roce 2013.

## Stavba
Tunel, jenž se nachází v nadmořské výšce přes 700 m sestávál pouze z jednoho tubusu postaveného v roce 1983, což mělo za následek dopravní zácpy a riziko dopravních nehod (to se stalo osudným např. u Gleinalmského či Taurského dálničního tunelu). Proto se v roce 2009 začal stavět západní tubus, k průrazu došlo 11. srpna 2011. Po dokončení v roce 2013 přišla na řadu rekonstrukce staršího, která trvala do roku 2015. Oba tubusy byly stavěny za pomoci NRTM.